# Grotte de Carfin
La grotte de Lourdes de Carfin est un sanctuaire catholique romain en Écosse dédié à Notre-Dame de Lourdes, créé au début du XXe siècle. La « grotte de Carfin », comme est appelé le sanctuaire localement, est l'idée originale du père, plus tard le chanoine  Thomas Nimmo Taylor (décédé en 1963), curé de la paroisse Saint-François-Xavier dans le petit village minier de Carfin, qui se trouve 2,3 km à l'est de Motherwell, dans l'ouest de l'Écosse. Après un voyage au principal sanctuaire marial de France à Lourdes, la vision du chanoine Taylor est de construire un mémorial religieux en l'honneur de Notre-Dame sur le modèle de la grotte de Massabielle. Réaliser cette vision est devenu l'œuvre de sa vie. Depuis son ouverture au début des années 1920, la "grotte" a attiré des centaines de milliers de pèlerins et ses environs ont été modifiés et rehaussés de riches symboles et bâtiments catholiques. Le sanctuaire de la grotte propose une saison de pèlerinage avec des processions dominicales, des chapelets, des messes en plein air et des événements dédiés aux jours de fête qui se déroulent chaque année de début mai à fin septembre. La conférence épiscopale écossaise reconnaît le lieu comme sanctuaire national.

## Les débuts
Les travaux sur la version écossaise de la grotte de Lourdes à Carfin commencent au début des années 1920. Le sanctuaire est construit, à la main, par des paroissiens locaux sur un site en face de l'église paroissiale Saint-François-Xavier. De nombreux constructeurs étaient des mineurs de charbon de Carfin et des villages voisins sans travail pendant la grève des mineurs de charbon de 1921. On dit que le Père Taylor était conscient de la nécessité d'occuper ces travailleurs pour minimiser les effets du chômage sur leur moral Le père Taylor a inspiré le travail acharné et le dévouement de ses travailleurs.
À partir d'un champ nu en 1920, une période d'efforts effrénés motivée par la foi et le zèle des bénévoles a permis au sanctuaire d'être en grande partie achevé en deux ans. Il a officiellement ouvert ses portes en 1922. La scène centrale de la grotte représente l'apparition de Notre-Dame à sainte Bernadette dans un jardin en terrasse fait en briques, qui comprend un autel pour la messe en plein air, lorsque le temps de l'ouest de l'Écosse le permet. Le livre du chanoine Taylor sur les trente premières années du sanctuaire enregistre plus de 300 bénévoles travaillant à la grotte au cours de ses deux premières décennies. Il enregistre également un pèlerinage de plus de cinquante mille pèlerins en 1924.

## Croissance et développement du sanctuaire

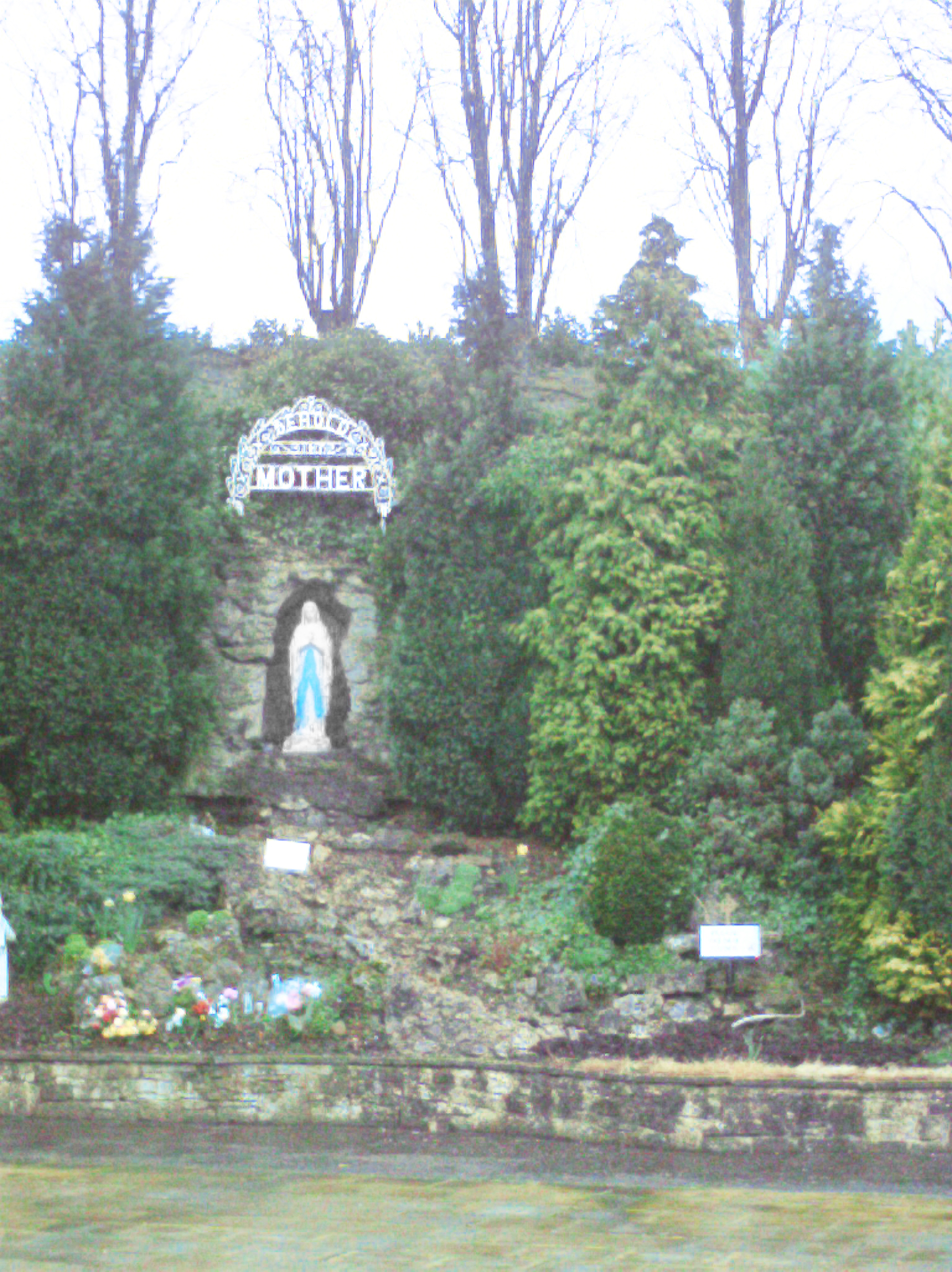
Statue de Marie à Carfin.

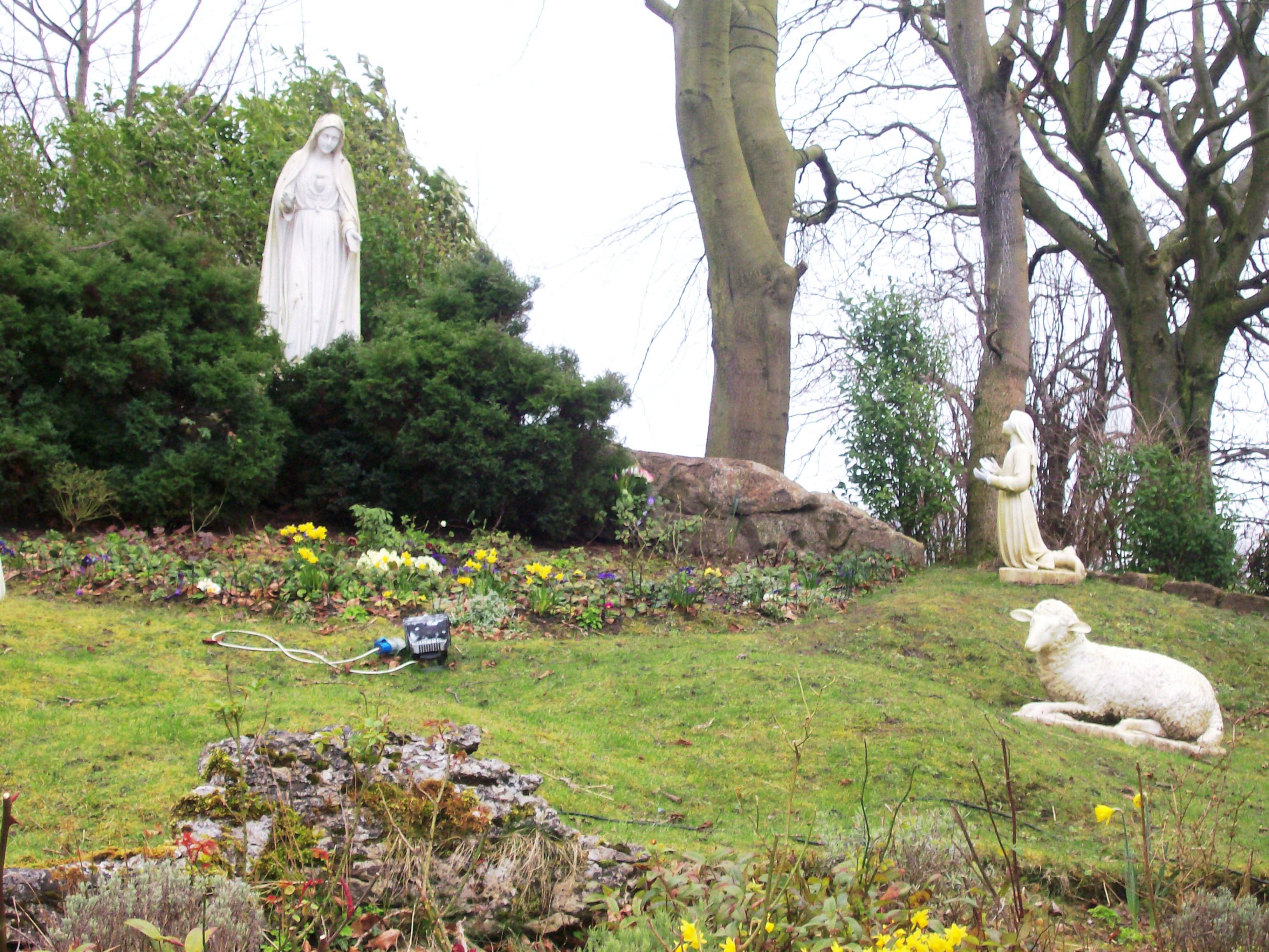
Sanctuaire de Notre-Dame de Fátima.

Le sanctuaire ouvre fin 1922 et devient rapidement un lieu de pèlerinage pour les catholiques de toute l'Écosse et du reste du monde. Des services sont organisés pour les communautés polonaise et lituanienne installées en Écosse. Des centaines de milliers de pèlerins de différentes confessions ont également visité Carfin.
Le sanctuaire s'étend au-delà d'un seul champ à plusieurs acres entre 1922 et les années 1960. À la grotte, est ensuite ajouté une chapelle de verre située sur un "point" surélevé au-dessus de l'allée principale des pèlerins. Le terrain de la grotte abrite de nombreuses représentations grandeur nature du Christ, de Notre-Dame et de nombreux saints. Il contient également une représentation grandeur nature de la vie de Jésus avec Marie et Joseph dans leur maison de Lorette et leur atelier de menuiserie, qui est représentée dans une grotte, un reliquaire, ainsi qu'un jardin en contrebas. De nombreuses statues et artefacts ont été ajoutés à la scène centrale de la grotte de Lourdes. D'autres représentations incluent le chemin de croix, un grand nombre de statues de saints et une statue honorant Notre-Dame, étoile de la mer, avec des lacs miniatures.
Les dimanches après-midi à 15h, entre mai et octobre, ont lieu les processions du Rosaire, généralement suivies par des milliers de visiteurs. Le chapelet est dirigé par le curé de la paroisse, une tradition initiée par le père Taylor et poursuivi par son successeur, le père George Mullen (plus tard chanoine George Mullen). Le prêtre se tient sur le parapet de la Chapelle de Verre, d'où l'on a une vue dégagée sur la Grotte et sur la procession le long des allées de gravier du sanctuaire. Chaque procession dominicale se termine par la Bénédiction du Saint-Sacrement dans la Chapelle de Verre supérieure. De nombreux habitants se souviennent de l'inconfort de s'agenouiller dans le gravier quand ils étaient enfants, au moment de l'adoration dans le service de bénédiction.

## Sainte Thérèse de Lisieux
Outre sa dévotion à Notre-Dame de Lourdes, le chanoine Taylor admire également Sainte Thérèse de Lisieux, la « Petite Fleur ». Cette admiration commence lorsqu'il apprend la vie de la jeune sœur Thérèse de Lisieux lors de ses fréquents séjours en France au début des années 1900, où la dévotion à la religieuse carmélite augmente rapidement après sa mort en 1897. L'un des catalyseurs de cette croissance est la publication posthume de l'autobiographie de Sainte Thérèse, Histoire d'une âme. À l'été 1901, le chanoine est invité par un ami prêtre, le père Bernard Lynch, à lire la nouvelle traduction anglaise de l'autobiographie inspirante de la jeune religieuse française par Michael Daziwicki, un professeur polonais. Le chanoine est tellement ému par l'histoire de la vie de la jeune religieuse qu'il contacte le couvent fermé du Carmel de Lisieux et construit un lien fort avec la prieure, Mère Marie de Gonzague, ainsi qu'avec les trois sœurs survivantes de Sainte Thérèse qui sont également carmélites à Lisieux, dans le but de contribuer à la diffusion de l'histoire de la vie de cette jeune femme extraordinaire. Rapidement, le chanoine Taylor devient un expert reconnu de la vie et de l'œuvre de sainte Thérèse et, à partir de 1902, il publie régulièrement des articles dans les journaux catholiques de l'époque pour mieux faire connaître la jeune carmélite de Lisieux dans tout le Royaume-Uni. Grâce aux efforts du chanoine, sa vie fermée de dévotion à Jésus et sa « petite voie » vers Dieu suscitent une admiration considérable en Écosse, en Angleterre et en Irlande à la suite de ses publications. Le chanoine Taylor croit que sainte Thérèse, future docteur de l'Église, deviendra une figure importante au début du XXe siècle. Il parle également au Comité du Vatican qui examine la cause de sainte Thérèse pour la canonisation et est présent à Rome en 1925 peu de temps avant que la petite Thérèse ne soit proclamée Sainte de l'Église.
Ainsi, comme mesure de sa dévotion à la « Petite Fleur », le chanoine ajoute une statue de sainte Thérèse juste en face de celle de Notre-Dame de Lourdes. La statue du sanctuaire de sainte Thérèse est érigée quelques semaines après sa béatification à Rome par le pape Pie XI le 29 avril 1923, événement auquel assiste le chanoine. La décision d'ériger la statue est cependant controversée. Certains pèlerins expriment l'avis que cette "nouvelle" statue de Sainte ne devrait pas se tenir à une telle proximité de celle de la Sainte Mère. Le chanoine prend la décision inhabituelle de recueillir ces avis et d'en envoyer des copies au supérieur du couvent des Carmélites en France où sainte Thérèse a vécu sa vie vocationnelle. Le conseil de la Mère Supérieure est que la statue doit rester à son emplacement, et elle prédit que la grotte de Lourdes à Carfin bénéficiera ainsi d'un grand nombre de pèlerins.
Sainte Thérèse de Lisieux est la patronne secondaire de la grotte après Notre-Dame.

## Pèlerins nationaux et internationaux
À la mort du chanoine Taylor en 1963, la grotte de Lourdes de Carfin jouit d'une grande notoriété nationale et attire des dizaines de milliers de pèlerins chaque année. Parmi les nombreux pèlerinages saisonniers au sanctuaire, chaque mois de mai, les premiers communiants des paroisses diocésaines environnantes se rendent en procession, avec des files de filles vêtues de blanc et de garçons en uniforme scolaire. Comme la région est riche en immigrants irlandais, des groupes hiberniens locaux se rendent chaque année au sanctuaire, toujours en procession. Des groupes de lituaniens et de polonais sont également présents au sanctuaire lors de pèlerinages annuels.

## Nouveaux ajouts

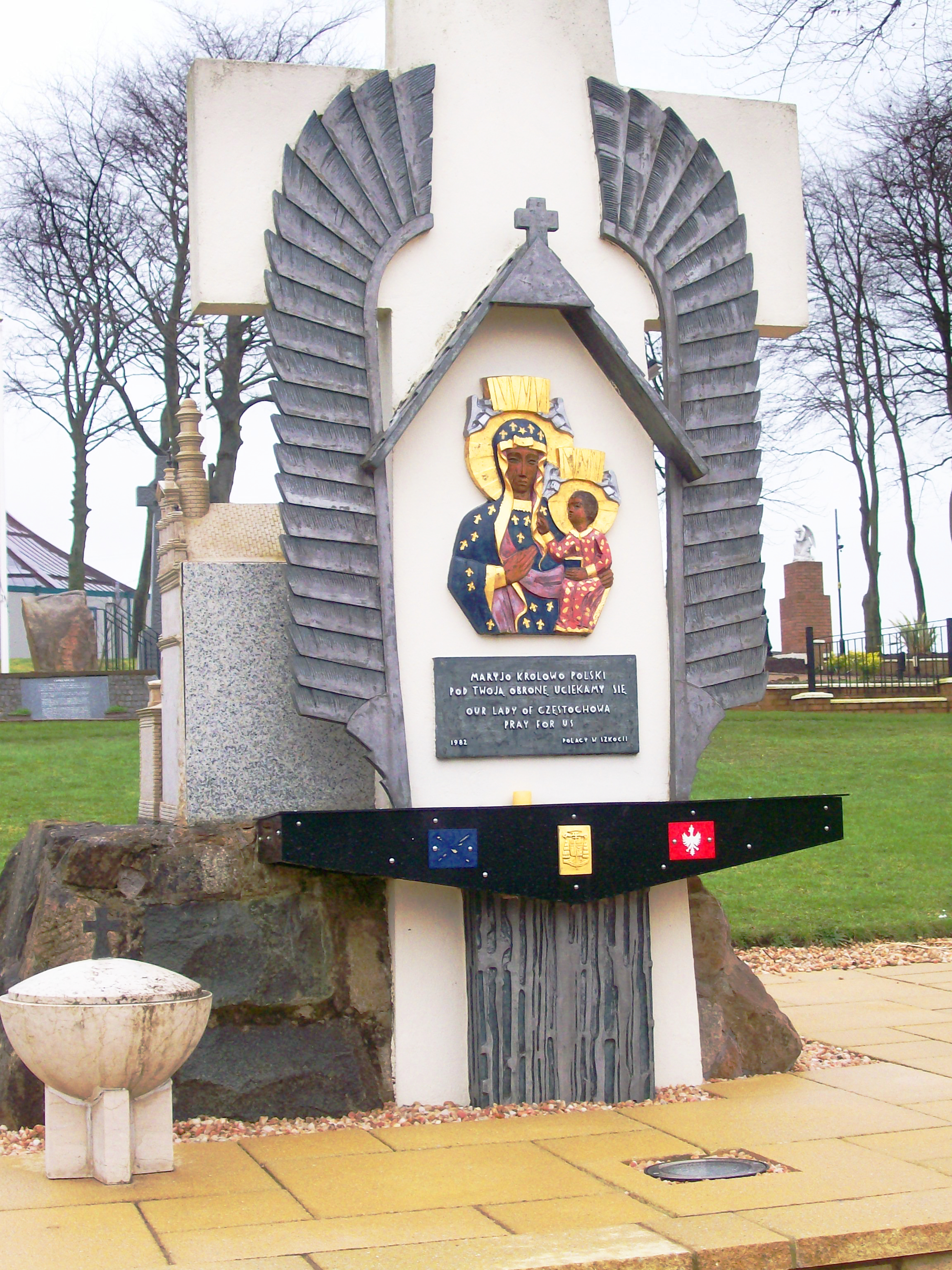
Mémorial à la Vierge noire de Częstochowa.

À la suite du Glasgow Garden Festival (en) de 1988, la chapelle de verre utilisée lors de l'événement est déplacée à la Grotte de Carfin où elle est placée près de l'arène de Notre-Dame, étoile de la mer dans le jardin inférieur de la grotte. Ce bâtiment, deuxième chapelle de verre de la grotte, est ensuite dédié aux victimes de l'attentat de Lockerbie. La messe quotidienne est désormais célébrée dans cette chapelle de verre, désormais nommée Our Lady, Maid of the Seas (Notre Dame, Demoiselle des Mers) en hommage au passagers de l'avion du vol Pan Am 103 qui s'est écrasé près de la ville écossaise de Lockerbie le 21 décembre 1988.
Plus récemment, le reliquaire a ouvert ses portes dans l'enceinte de la grotte et présente de nombreux artefacts religieux utilisés au fil des ans lors de diverses processions et célébrations.
En 1997, un nouveau centre de pèlerinage ouvre ses portes, et présente une exposition sur l'histoire de différentes confessions et croyances, ainsi que divers artefacts religieux. Le centre dispose également d'un café et d'une boutique. 
En 2019, le diocèse annonce son intention de fermer le centre de pèlerinage, ce qui suscite une pétition s'opposant à la décision. Cela est notamment discuté lors de l'émission du dimanche sur BBC Radio 4 le 18 août 2019,.

## Visite des reliques de Sainte Barnadette
La Grotte de Carfin, fondée en 1922 comme réplique du site de Lourdes où la Vierge Marie est apparue à sainte Bernadette Soubirous en 1858, accueille les reliques de Bernadette du 24 septembre au 1er octobre 2022 dans le cadre de la tournée 2022 des reliques en Grande-Bretagne.
Pour la commémoration marquant le centenaire du site, pour la célébration de la visite des reliques à Carfin et pour marquer la désignation de la grotte comme sanctuaire marial national, les évêques d'Écosse et l'archevêque d'Armagh en Irlande du Nord, Eamon Martin, ont concélébré une messe nationale en plein air à laquelle ont assisté des centaines de pèlerins.  Dans son homélie, Joseph Toal, évêque de Motherwell et ordinaire de la grotte, rend hommage au chanoine Thomas Nimmo Taylor, le fondateur du sanctuaire. La messe a été suivie d'une procession nocturne aux flambeaux. 
Les reliques de sainte Bernadette sont restées à Carfin jusqu'au 1er octobre 2022. Les diocèses écossais ont organisé des journées spéciales de prière et de pèlerinage pour permettre aux fidèles de les vénérer. Après avoir quitté Carfin, les reliques ont regagné l'Angleterre, en commençant par le diocèse d'Hexham et de Newcastle, puis ont poursuivi leur voyage jusqu'au 1er novembre, date à laquelle elles sont revenues en France depuis la cathédrale catholique ukrainienne de Londres. 
Entre-temps, du 15 au 20 septembre, les reliques ont visité Liverpool, où les diocèses anglican et catholique de la ville ont accueilli Bernadette. Le chanoine Anthony O'Brien, doyen de la cathédrale catholique métropolitaine du Christ-Roi de Liverpool, a déclaré que la visite a été "calme et priante" dans son ensemble, avec 13 000 à 15 000 personnes présentes sur trois jours.
La visite des relique à la Grotte de Carfin a suscité des foules enthousiastes, rassemblées pour les vénérer. Cependant, le jour férié pour les funérailles de la Reine a forcé l'annulation des visites des enfants avec leurs écoles. Malgré cela, la cathédrale est restée ouverte comme un espace de réflexion tranquille en présence des reliques.

## Vidéographie
- Le Lourdes écossais : la Grotte de Carfin (1928)
- Visite des reliques de Sainte Bernadette - Pèlerinage National à la Grotte de Carfin
- Visite de la Grotte de Carfin
- Informations importantes pour visiter les reliques de Sainte Bernadette à la grotte de Carfin
- Immense procession écossaise du Corpus Christi jusqu'à la Grotte de Carfin
- Les reliques de Sainte Bernadette quittent la grotte de Carfin
- La grotte de Lourdes de Carfin, North Lanarkshire
- La Grotte de Lourdes de Carfin en 1960
- Visite des reliques de Sainte Bernadette - Procession du Rosaire à la Grotte de Carfin